# Tendon
Tendon is een gemeente in het Franse departement Vosges in de regio Grand Est. De gemeente maakt deel uit van het arrondissement Épinal en sinds 22 maart 2015 van het op die dag opgerichte kanton La Bresse. Daarvoor was Tendon onderdeel van het kanton Remiremont.

## Watervallen
Tendon is bekend omwille van de watervallen in de omgeving. In een bosrijke omgeving ligt de Grande cascade de Tendon, een waterval van 32 meter hoog. Niet ver daarvandaan ligt de Petite cascade, met een hoogte van 22 meter.

## Geografie
De oppervlakte van Tendon bedraagt 21,7 km², de bevolkingsdichtheid is 21,5 inwoners per km².
De onderstaande kaart toont de ligging van Tendon met de belangrijkste infrastructuur en aangrenzende gemeenten.

## Demografie
Onderstaande figuur toont het verloop van het inwonertal (bron: INSEE-tellingen).